# Dasarahalli Inam, Holalkere
Dasarahalli Inam là một làng thuộc tehsil Holalkere, huyện Chitradurga, bang Karnataka, Ấn Độ.